# Звечан (Північна Македонія)
Звечан (мак. Звечан) — село у Північній Македонії, входить до складу общини Македонський Брод Південно-Західного регіону.
Населення — 70 осіб (перепис 2002), за етнічним складом — усі македонці.

## Культові споруди
- Церква Вознесіння Христового

## Відомі люди
- Божидар Видоєскі — македонський лінгвіст та македоніст.